# Diktiokonidium

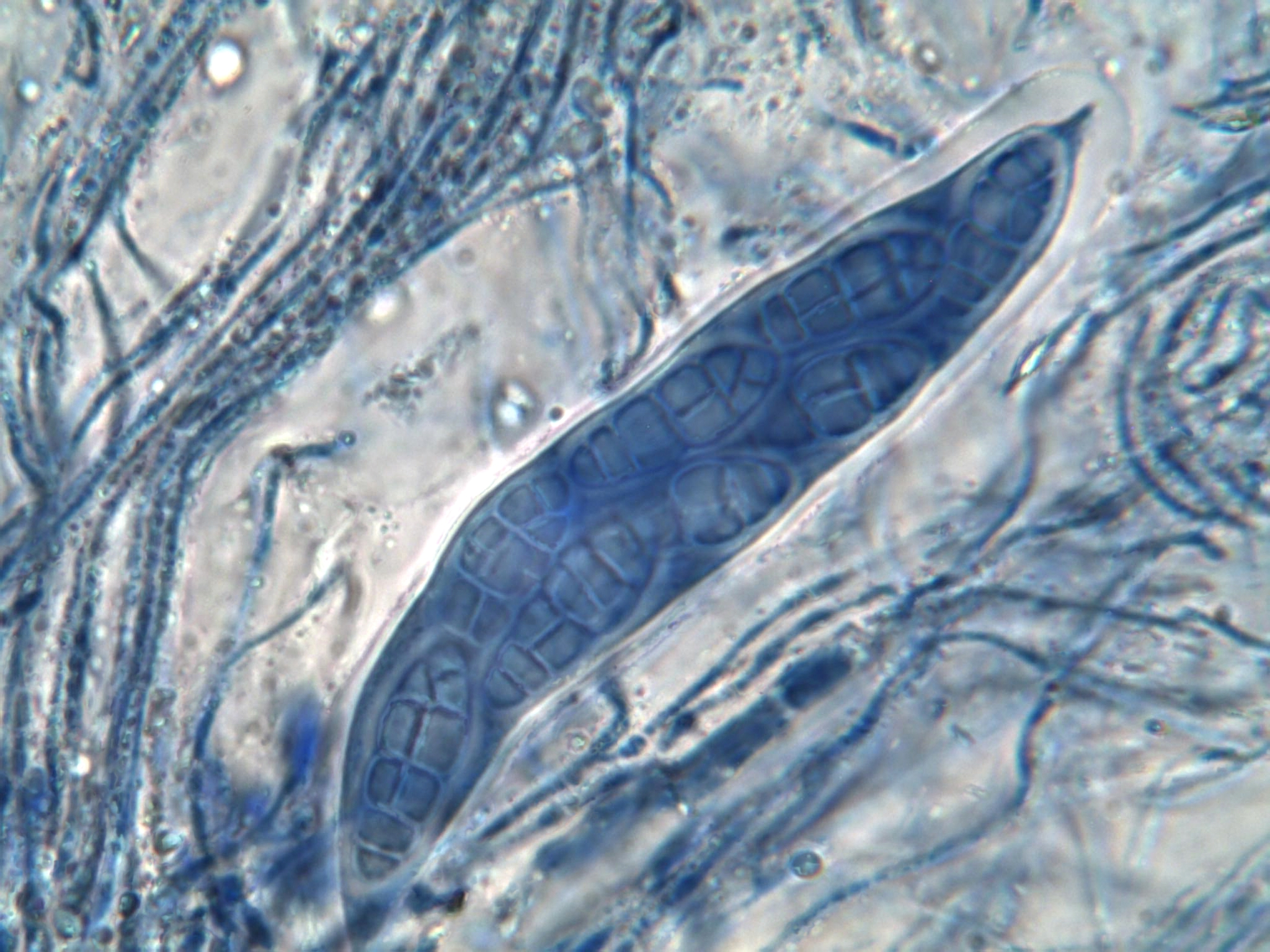
8 zarodników murkowatych w worku Hysterobrevium smilacis

Diktiokonidium, diktyokonidium, diktiospora lub zarodnik murkowaty – zarodnik wielokomórkowy, który oprócz przegród poprzecznych posiada także przegrody podłużne. Swoim wyglądem przypomina mur. Tego typu zarodniki są charakterystyczne np. dla przedstawicieli rodzajów Pleospora, czy Leptosphaerulina. Przy oznaczaniu gatunków ważny jest sposób położenia przegród, oraz to, czy zarodniki w miejscu przegród poprzecznych są wcięte, czy nie.
Diktiokonidium czasami jest ostatnim, najbardziej dojrzałym stadium rozwoju zarodników. Np. u Pezicula młode konidia są bezprzegrodowe, potem w stanie dojrzałym zwykle z 1–3 przegrodami, ale czasami z 4–7 przegrodami. Te z największą liczbą przegród często są diktiokonidiami.
Diktiokonidium to jeden z siedmiu typów zarodników konidialnych wyróżnionych przez P.A. Saccardo. Podjął on próbę klasyfikacji zarodników w oparciu o ich cechy morfologiczne.

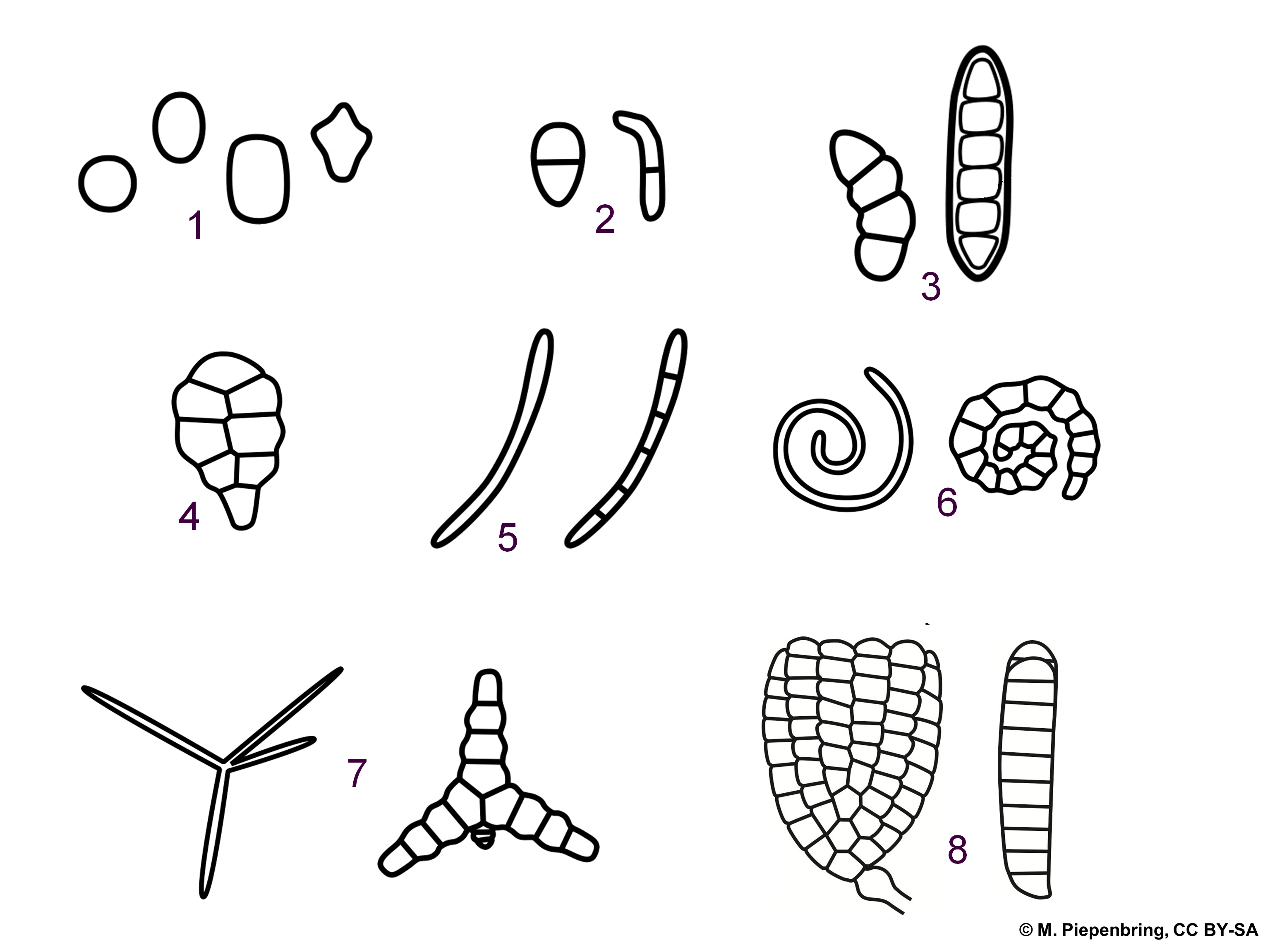
Typy konidiów wg P. A. Saccardo: 1 – amerokonidia, 2 – didymokonidia, 3 – fragmokonidia, 4 – diktiokonidia, 5 – skolekokonidia, 6 – helikokonidia, 7,8 – staurokonidia